# Stăuceni (okręg Botoszany)
Stăuceni – wieś w Rumunii, w okręgu Botoszany, w gminie Stăuceni. W 2011 roku liczyła 1351 mieszkańców.